# Bombalurina
Bombalurina war ein Synthie-Pop-Studioprojekt des britischen Fernsehmoderators Timmy Mallett (eigentlich Timothy Mallett, * 10. Oktober 1955 in Marple, Nordengland), das durch die Sängerinnen und Tänzerinnen Dawn und Annie Dunkley komplettiert wurde.

## Biografie
Mit einer Coverversion des Liedes Itsy Bitsy Teenie Weenie Yellow Polka Dot Bikini, das bereits 1960 von verschiedenen Interpreten erfolgreich veröffentlicht wurde, gelang im Sommer 1990 ein Überraschungshit. Das Lied wurde zunächst ein Nummer-eins-Hit in den britischen Charts, stieg aber wenig später auch in die Top 10 in Deutschland und Österreich ein.
Im November 1990 erschien die Folgesingle Seven Little Girls Sitting in the Back Seat, eine Coverversion des gleichnamigen Hits aus dem Jahr 1959, die nur in England eine Hitparadennotierung erreichte. Allerdings war das Lied mit Platz 18 deutlich weniger erfolgreich als der Vorgänger.
Das einzige Album, Huggin’ an’ a Kissin’, erschien im Dezember 1990 und schaffte es bis auf Platz 55 der UK-Charts. Anschließend beendete Mallett das Projekt und wandte sich wieder seiner Beschäftigung beim Fernsehen zu.

## Diskografie
Album
- 1990: Huggin’ an’ a Kissin’ (feat. Timmy Mallett)

EP
- 1990: Huggin’ an’ a Kissin’ – Non Stop Party Version

Singles
- 1990: Itsy Bitsy Teenie Weenie Yellow Polka Dot Bikini
- 1990: Seven Little Girls Sitting in the Back Seat